# Regula

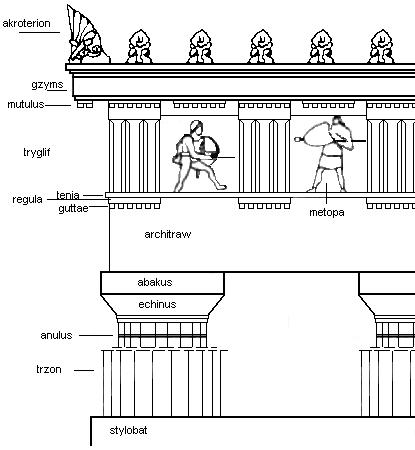
Porządek dorycki

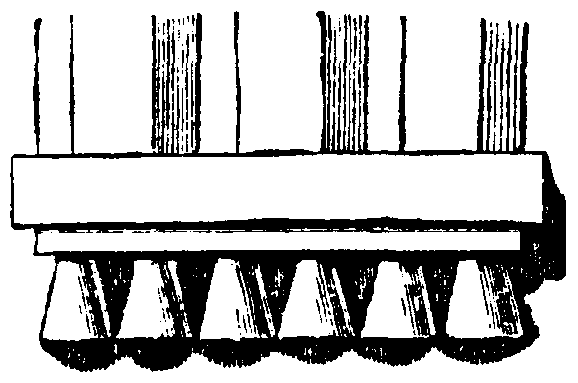

Regula – małe listewki umieszczane na belkowaniu pod tryglifami. Zdobiono je od spodu sześcioma guttami.